# Nikkie Plessen
 (janvier 2019).
Si vous disposez d'ouvrages ou d'articles de référence ou si vous connaissez des sites web de qualité traitant du thème abordé ici, merci de compléter l'article en donnant les références utiles à sa vérifiabilité et en les liant à la section « Notes et références ».
Nikkie Plessen, née le 8 mai 1985 à Utrecht, est une actrice, présentatrice, styliste et mannequin néerlandaise.

## Carrière
Elle est créée une collection de vêtements Disney.

## Filmographie

### Cinéma et téléfilms
- 2001 : Goede tijden, slechte tijden : Nikki
- 2001 : Wet en Waan : Bianca
- 1998-2005 : Onderweg naar Morgen : Deux rôles (Marieke de Jong et Lizzy Vehmeijer
- 2002 : Costa! (nl) : Berdien
- 2002 : Intensive Care (nl) : Tessa
- 2004-2006 : Kees & Co (nl) : Mariël Speier
- 2006 : Hotnews.nl (nl) : Irina van Beek

## Animation
- 2008 : Can't buy me love : Présentatrice
- 2008 : Miss & Mrs. Perfect : Présentatrice
- 2009 : We Love The 90's : Présentatrice
- 2009 : Ibiza 24/7 : Présentatrice
- 2010 : Holland's Best Fashion Designer : Présentatrice
- 2011 : X Cherso : Présentatrice
- 2011 : New Chicks: Brabantse Nachten op Curacao : Présentatrice
- 2012 : De 15… : Présentatrice

## Vie privée
Elle est en couple avec Ruben Bontekoe, de cette union naît 2 enfants (une fille et un garçon) prénommés Jolie Lisa Lotte Bontekoe et Alain Robert Henri Bontekoe.